# Lokmat el arris
Lokmat el arris (« la bouchée du marié » en arabe algérien) est un plat traditionnel algérien.
C'est un plat sucré-salé à base de poulet et pruneaux. Le poulet, cuit au four, est émietté pour farcir les pruneaux. Le plat est arrosé d'une sauce onctueuse au miel et à l'eau de fleur d'oranger.